# Tatsuya Morishige
Tatsuya Morishige (森重 達也 Morishige Tatsuya?,  nacido el 21 de octubre de 1971 en Kagoshima) es un exfutbolista japonés. Jugaba de defensa y su último club fue el Cerezo Osaka de Japón.

## Trayectoria

### Clubes
| Club         | País  | Año         |
| ------------ | ----- | ----------- |
| Cerezo Osaka | Japón | 1994 - 1995 |